# Luta
A luta ou wrestling (em português: "luta corpo a corpo") é uma arte marcial que utiliza técnicas de agarramento, como luta em clinch, arremessos, derrubadas, chaves, pinos e outros golpes do grappling. O Wrestling é uma competição física com dois ou mais competidores ou parceiros de sparring que tentam ganhar e manter uma posição superior. Há uma grande variedade de estilos, com diferentes regras, tanto nos estilos tradicionais, históricos, quanto nos estilos modernos. Técnicas de wrestling foram incorporadas por outras artes marciais, bem como por sistemas militares de combate corpo-a-corpo.
Como esporte, com exceção do atletismo, a luta livre é o esporte mais antigo do qual se tem conhecimento, sendo praticada competitivamente ao longo dos séculos até os dias atuais.

## Introdução
O termo wrestling é uma palavra inglesa que foi originada algum tempo antes de 1100 d.C. É talvez a palavra mais antiga ainda em uso na língua inglesa para descrever o combate corpo-a-corpo. O dicionário online Merriam-Webster define wrestling como "um esporte ou uma competição em que dois indivíduos desarmados lutam corpo a corpo com cada um tentando subjugar ou desequilibrar o outro".
O Novo Milênio Thesaurus de Roget não suporta o uso de "wrestling" (substantivo) e "grappling" (substantivo) como sinônimo.

## História
O wrestling é uma das mais antigas formas de combate, com as referências a ele sendo tão antigas quanto a Ilíada, de Homero, que narra a Guerra de Troia, nos séculos XIII e XII a.C.. As origens do wrestling podem ser rastreadas até 15 000 anos através de desenhos em cavernas na França. Desenhos babilônicos e egípcios mostram lutadores usando a maioria das pegadas conhecidas no esporte atual. Existem desenhos de lutadores nas cavernas dos sumérios-acadianos, datados de 3000 a.C.. No Egito, também existem estes tipos de desenhos em pinturas murais no túmulo 15 em Beni Haçane, datados de 2400 a.C..
Na Grécia Antiga, a luta ocupava um lugar de destaque na lenda, literatura e filosofia. A competição de luta livre, brutal em muitos aspectos, serviu como esporte focal dos antigos Jogos Olímpicos. Os antigos romanos emprestaram muito da luta grega, mas eliminaram grande parte de sua brutalidade através da implementação de regras diferentes. A luta livre é referenciada em toda a literatura grega antiga e romana. Muitos filósofos e líderes praticavam luta livre e / ou referenciavam o esporte com frequência em suas obras, principalmente Platão, Sócrates, Aristóteles, Xenofonte, Epicteto, Sêneca, Plutarco e Marco Aurélio. Dicearco escreveu que Platão lutou nos jogos ístmicos.  Muitos dos diálogos de Platão são ambientados em escolas de luta livre. O poeta lírico grego antigo Píndaro escreveu odes de vitória, agrupadas em quatro livros com nomes dos Jogos Olímpicos, Pítios, Ístmicos e Nemeus - festivais pan-helênicos realizados respectivamente em Olímpia, Delfos, Corinto e Neméia. Essas odes foram compostas para homenagear os homens e jovens que desfrutaram de vitórias na luta livre, boxe, pankration e outras competições atléticas.
Durante a Idade Média (do século V ao século XV), o wrestling permaneceu popular e apreciada com o patrocínio de várias famílias reais, incluindo as da França, Japão e Inglaterra.

Os primeiros norte-americanos trouxeram uma forte tradição de wrestling com eles quando vieram da Inglaterra. Os colonos ingleses também encontraram o wrestling como algo popular entre os nativos norte-americanos. O wrestling amador floresceu ao longo dos primeiros anos dos Estados Unidos e serviram como uma atividade popular em feiras do país, nas celebrações de feriados, e em exercícios militares. O primeiro torneio de wrestling organizado nesse país foi realizado em Nova York, em 1888, enquanto a primeira competição de wrestling nos Jogos Olímpicos modernos foi realizada em 1904 em Saint Louis, Missouri. A FILA foi fundada em 1904, em Antuérpia, na Bélgica. O primeiro NCAA Wrestling Championships também foi realizado em 1912, em Ames, Iowa. A USA Wrestling, localizada em Colorado Springs, Colorado, tornou-se o corpo do governo norte-americano de wrestling amador em 1983. Ele realiza concursos para todas as faixas etárias. 

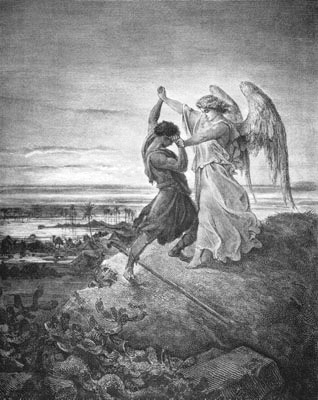
Luta de Jacó com o anjo, ilustração de Gustave Doré (1855).

Algumas das primeiras referências ao wrestling, podem ser encontrados na luta mitológica.
- O Mahabharata descreve o encontro realizado entre os lutadores Bhima e Jarasandha.
- A Epopeia de Gilgamesh: Gilgamesh afirma a sua credibilidade como líder, depois de uma luta com Enkidu.
- A mitologia grega comemora a ascensão de Zeus como governante da Terra após uma luta com seu pai, Cronos. Tanto Hércules quanto Teseu eram famosos por seus combates de luta contra homens e bestas.

### Por país
- Shuai Jiao, um estilo de wrestling originário da China, tem uma história relatada de mais de 4.000 anos.
- No Egito faraônico, o wrestling tem sido evidenciado por documentação em túmulos (por volta de 2300 a.C.) e obras de arte egípcia (2000-1085 a.C.).
- O pále era uma forma popular de luta agarrada, pelo menos na Grécia Antiga (cerca de 1100-146 a.C.).[8]
- Na literatura árabe, Maomé é retratado como um hábil lutador, derrotando um cético em uma partida de luta corpo a corpo.
- Por volta do século VIII, o imperador bizantino Basílio I, de acordo com os historiadores da corte, ganhou uma luta corpo a corpo contra um lutador arrogante da Bulgária.[9]

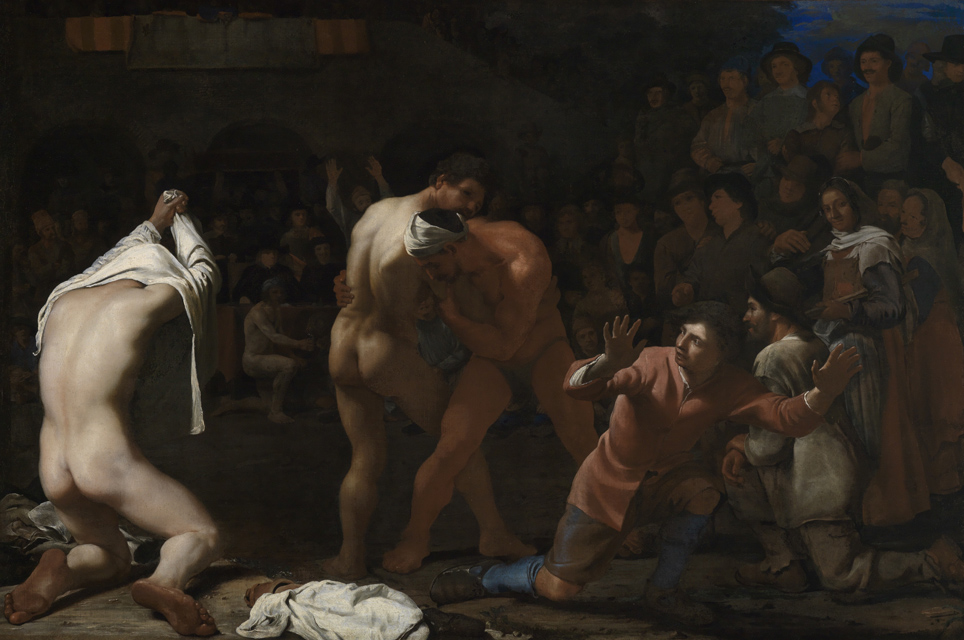
Michiel Sweerts, Wrestling Match, 1649.

- Em 1520, em um concurso no Campo do Pano de Ouro, Francisco I da França arremessou o rei Henrique VIII da Inglaterra, em uma luta.[9]
- O estilo de Luta de Lancashire pode ter formado a base do catch wrestling, também conhecido como "catch-as-catch-can". Os escoceses mais tarde criaram uma variante desse estilo, e os irlandeses desenvolveram o estilo "collar-and-elbow" que mais tarde foi levado para os Estados Unidos.[10]

- Um francês[n 1] geralmente é creditado como o reestruturador europeu do loose wrestling em um esporte profissional", a luta greco-romana.[11] Este estilo, que foi concluído por volta do século XIX, e através dele, a luta corpo a corpo foi destaque em muitas feiras e festivais na Europa.[12]

### O wrestling nas Olimpíadas Modernas
O wrestling já estava no programa da primeira edição da Olimpíada da Era Moderna, em 1896. Apenas em 1900, o esporte não constou no programa. Ambos os estilos, o estilo-livre e o greco-romano, são disputados em olimpíadas desde 1920. Antes disso, exceto em 1908, apenas um dos estilos era usado nos Jogos, o greco-romano.
Hoje em dia, a Rússia é o país dominante no wrestling mundial, especialmente no estilo greco-romano. Mas os Estados Unidos estão perto da Rússia, em termos técnicos, no estilo-livre. Outros países que produzem grandes campeões, são: Irã, Turquia e Mongólia. Nesses países, o wrestling é o esporte nacional.
Na preparação dos Jogos Olímpicos de Atenas em 1896, os organizadores consideraram o wrestling uma modalidade historicamente tão significante, que ela se tornou o foco dessa edição. Foram relembradas algumas situações da edição de 708 a.C., com lutadores usando óleo pelo corpo e lutando em areia. O estilo greco-romano foi considerado a reencarnação da antiga luta greco-romana.
Oito anos mais tarde, foi incluído um segundo estilo com menos peso histórico e beleza, mas de grande popularidade. Conhecido por todos como "catch as catch can", a luta livre tornou-se a matéria-prima do século XIX em eventos e festivais na Inglaterra e Estados Unidos. Uma forma de entretenimento. Da mesma maneira que a luta greco-romano, a luta livre transformou-se em um ícone dentro dos Jogos.
Nas competições de luta greco-romano, dominadas pela Rússia, os lutadores só podem utilizar seus braços e tronco para atacar. Já na luta livre (cujos medalhistas nos Jogos Olímpicos de 1996 representaram dezessete países diferentes), os lutadores podem usar suas pernas e atacar o oponente abaixo da linha de cintura.

## Estilos de wrestling

### Disciplinas internacionais (estilos não-folclóricos)
As disciplinas de wrestling definidas pela FILA são divididas em duas categorias, as disciplinas internacionais e as disciplinas de tradicionais. Segundo a Federação Internacional de Lutas Associadas, há cinco disciplinas internacionais reconhecidas atualmente em todo o mundo. Estas disciplinas são: a luta greco-romana, a luta livre, a luta de submissão, a luta praiana e o sambo.

#### Luta greco-romana

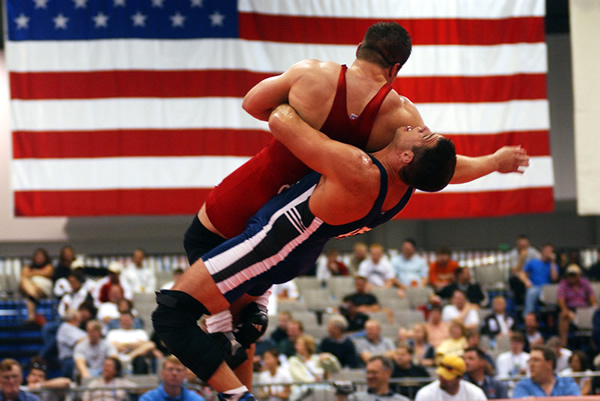
Uma disputa de luta greco-romana.

A luta greco-romana (ou wrestling estilo greco-romano) é uma disciplina internacional e um esporte olímpico. No estilo greco-romano, é proibido segurar o oponente abaixo da cintura, fazer trips, e utilizar ativamente as pernas na execução de qualquer ação. Recentes mudanças de regras na greco-romana aumentaram as oportunidades para dar maior ênfase à explosão, arremessos de "grande amplitude". Imobilizar um adversário no tatame é uma forma de ganhar. Um dos lutadores mais conhecidos de greco-romana é Alexander Karelin da Rússia.

#### Luta livre olímpica
Luta livre olímpica (ou wrestling estilo livre) é uma disciplina internacional e um esporte olímpico, tanto para homens quanto para mulheres. Este estilo permite o uso das pernas do lutador ou do adversário no ataque e na defesa. A luta livre tem suas origens no catch-as-catch-can e a principal condição de vitória neste estilo, envolve o lutador vencer jogando e fixando o seu adversário no tatame. Nos Estados Unidos, em instituições de ensino médio e universitário, é conduzido sob regras diferentes e é chamado de luta escolar e luta universitária, respectivamente. Fora dos Estados Unidos, é possível encontrar lutadores de wrestling profissional que competem pelas regras do freestyle wrestling.

#### Luta de submissão

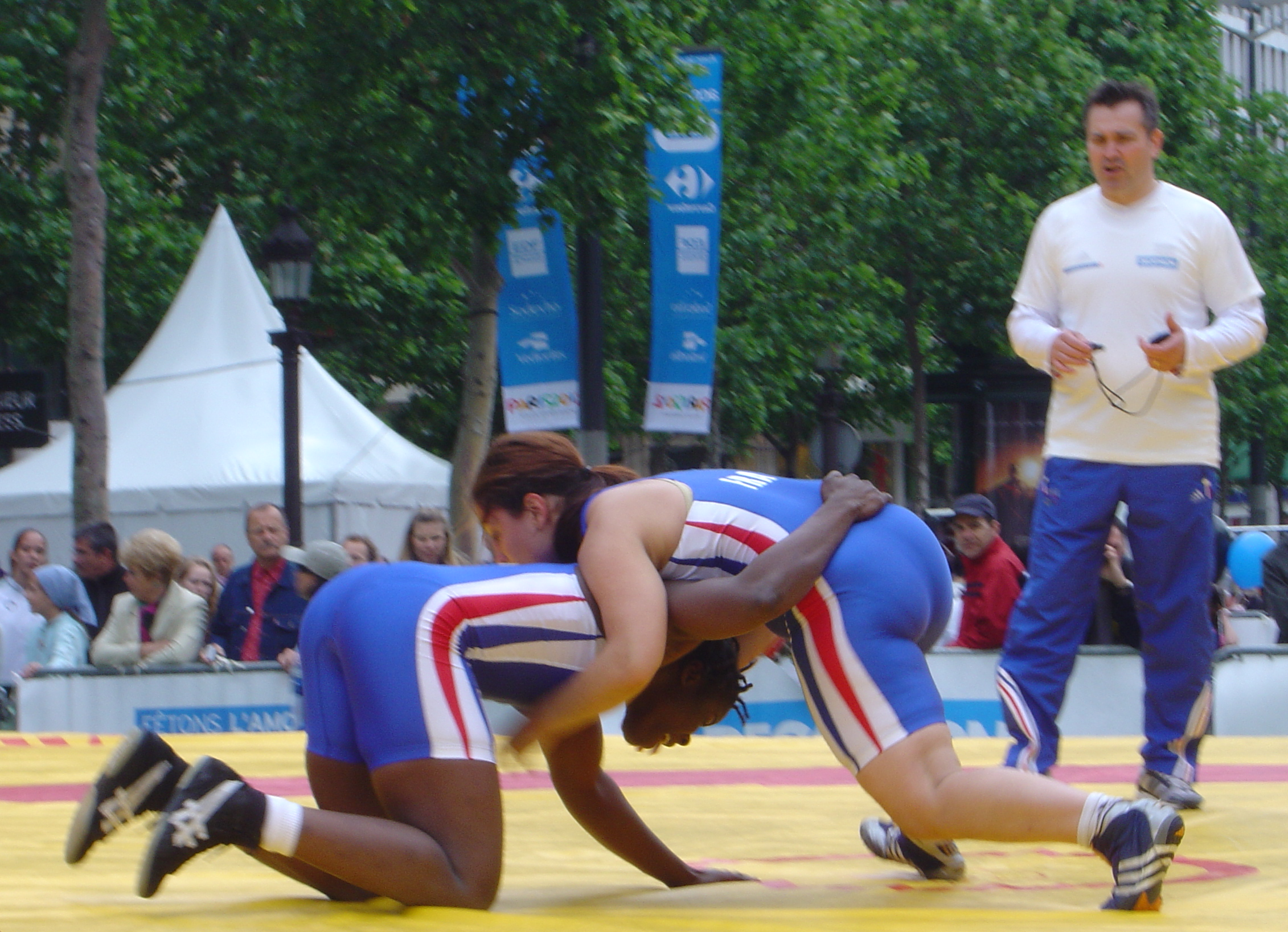
Luta feminina.

A luta de submissão (submission grappling ou submission wrestling) é um estilo de luta que consiste em controlar o oponente sem usar golpes e também inclui o uso de submission hold. Começa a partir de uma posição de pé ou no chão depois de uma derrubada, e o objetivo é fazer com que o adversário seja submetido através da utilização de técnicas de imobilização, tais como chaves. O submission grappling, diferenciando-se da definição da FILA, desempenha um papel importante na prática de artes marciais misturadas (MMA) e pode ser usado como uma técnica de defesa pessoal. Reúne técnicas de jiu-jitsu brasileiro, luta livre, catch-as-catch-can, sambo e judô. Submission Grapplers usam shorts e uma camiseta apertada (no-gi) ou quimonos (gi).

#### Combat grappling
Combat grappling é uma forma segura e amadora de artes marciais misturadas (MMA), que incorpora técnicas da maioria dos atuais sistemas de artes marciais, criando um ambiente de combate original que, alternativamente, leva a luta em pé para posições no solo. Disputas de combat grappling ou são ganhos por holds de grappling como chaves comuns e estrangulamentos, ou por técnicas de kickboxing. O combat grappling também pretende ser uma forma realista de defesa pessoal cobrindo todos os aspectos da luta no chão e em pé, tornando-o perfeito e seguro para uso por policiais, militares e em treinamento de segurança.

#### Luta praiana
Aparentemente, em uma tentativa de dar à luta maior apelo para as audiências televisivas, a FILA aprovou a luta praiana (ou beach wrestling) como disciplina oficial no período de 2004 e 2005. A luta praiana é uma luta em pé feito por lutadores, homens ou mulheres, dentro de um círculo cheio de areia medindo 6 metros (20 pés) de diâmetro, com apenas duas categorias de peso, leves (até 79,4 kg / 175 lb) e pesados (acima de 79,4 kg / 175 lb). O objetivo é arremessar o oponente ou pegar o adversário em suas costas. Os lutadores usam trajes de banho, em vez de uniformes especiais de luta. Os lutadores também podem usar shorts esportivos ou de lycra.

#### Sambo
Sambo é uma arte marcial que se originou na União Soviética (mais especificamente da Rússia), no século XX. É um acrônimo para "autodefesa sem armas" em russo e teve suas origens nas forças armadas soviéticas. Suas influências são variadas, com técnicas emprestadas de esportes de combate que vão desde os dois internacionais estilos de wrestling (o estilo livre e o greco-romana) até o judô, jiu-jitsu, os estilos europeus de luta tradicional, e até mesmo a esgrima. As regras para o sambo esportivo são semelhantes às do judô competitivo, com uma variedade de chaves de pernas e holds de defesa dos diferentes estilos de luta nacional da União Soviética, embora não permita estrangulamentos.

### Disciplinas tradicionais

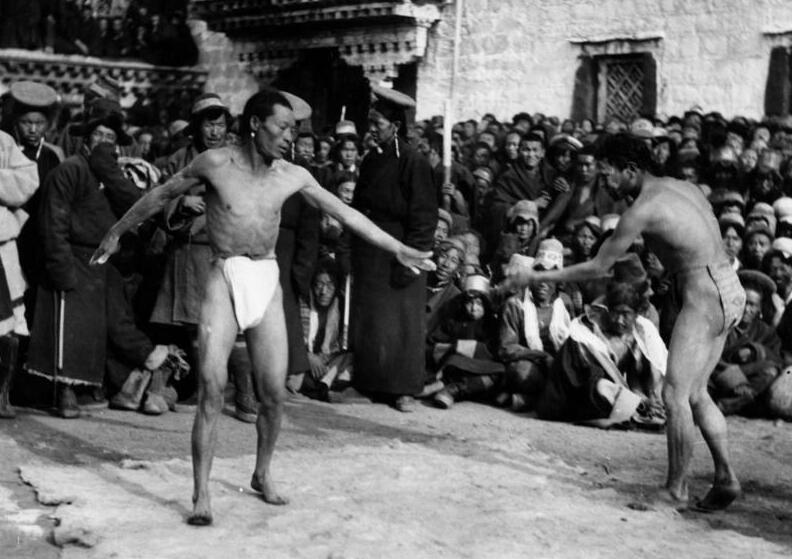
Lutadores tibetanos em 1938.

O wrestling tradicional descreve uma forma tradicional de luta exclusiva para uma cultura ou região geográfica do mundo que a FILA não administra as regras. Exemplos de estilos de luta tradicional, incluem entre outros:
- Backhold wrestling da Europa
- Luta de Cumberland e catch-as-catch-can da Inglaterra
- Huka-huka do Brasil
- Galhofa de Portugal
- Kurash do Uzbequistão
- Gushteengiri do Tajiquistão
- Khuresh da Sibéria
- Lotta campidanese da Itália
- Pahlavani do Irã
- Pehlwani da Índia
- Penjang gulat da Indonésia
- Schwingen da Suíça
- Shuai jiao da China
- Ssireum da Coreia
- Glíma da Islândia

Os estilos de luta tradicional não são reconhecidos como estilos internacionais de luta pela FILA.

#### Luta livre esportiva
A Luta livre esportiva (também chamada de luta livre brasileira ou wrestling brasileiro) é um estilo tradicional de wrestling com origem no Brasil. Foi criada no Rio de Janeiro pelo mestre Euclydes Hatem, que aprendeu Catch wrestling em uma Associação Cristã de Moços, e posteriormente aprenderia modalidades olímpicas do estilo greco-romano e do estilo livre, além de técnicas do Judô. Esse estilo foca em ter finalizações criando assim um sistema de submission wrestling.
Ao contrário do outro sistema brasileiro, o Jiu-Jitsu Brasileiro, a Luta Livre ganhou destaque por não usar um Quimono e dar foco maior para as técnicas em pé com a influência das modalidades olímpicas. Outra inovação foi a modalidade Luta Livre Vale Tudo, que adicionava socos e chutes mesclando com outras artes marciais para ser usado em lutas de Vale Tudo, criando assim um sistema primitivo de MMA.

#### Catch wrestling
O catch wrestling é um estilo tradicional de luta que tem várias origens, os mais famosos são os estilos tradicionais da Europa como collar-and-elbow, Wrestling de Lancashire, submission wrestling, entre outros, além dos estilos asiáticos pehlwani e jujutsu.
O termo às vezes se refere ao estilo de wrestling profissional que era praticado nos Estados Unidos no final do século XIX e começo do século XX (Após a guerra civil até a grande depressão). Este esporte era muito popular nos carnavais dos Estados Unidos neste período. Os lutadores desafiavam a comunidade local e podiam ganhar uma boa grana se ganhassem do lutador mais forte através de um "pin" ou por submissão.
Isto consequentemente levou aos lutadores a se preparavam para os piores tipos de combate que poderiam aparecer. E como eles viajaram muito, conheciam gente de várias nacionalidades e consequentemente vários estilos de luta tradicional diferentes.
Através destas competições, que eram muito famosas na Europa também, muitos estilos desconhecidos até então foram popularizados como o pehlwani, o judo, jujutsu, entre outros. Todos estes estilos contribuíram para o desenvolvimento do estilo catch wrestling.

##### Catch wrestlingvs.Judo
A seguir um duelo entre catch wrestling e o judô (trecho retirado do judô tradicional goshinjutsukan):
"O duelo do século
Rikidozan era tido um dos melhores lutadores profissionais de luta do Japão. Ele largou o sumô após alcançar o seki-waki, o terceiro maior nivel de sumô.
Após a Segunda Grande Guerra, ele passou a se envolver com lutas de rua, sendo derrotado uma vez por um lutador de nome Harold Sakada. Depois de dois anos treinando no Havaí, ele voltou para o Japão para se consagrar como o melhor lutador japonês.
Ele era famoso por seu golpes de caratê, que aprendeu com Oyama, mesmo que com pouco treino.
Ficou decidido que o "duelo do seculo" seria entre Rikidozan e Kimura, e seria realizado em Dezembro de 1954. Antes da luta, Kimura avisou aos repórteres que seria uma luta de wrestling profissional, um "show" apenas, seria coreografado.
Kimura, Rikidozan e Koto prepararam a coreografia, Rikidozan começaria aplicando um golpe no peito de Kimura, que o arremessaria em resposta, e a primeira luta deveria ser um empate. Depois eles seguriam cada um ganhando um round (a luta estava programada para sessenta minutos).
Após quinze minutos de luta, Rikidozam veio para aplicar o golpe no peito de Kimura, e ele abriu a guarda para receber, mas em vez de um golpe no peito, ele atacou a garganta. Kimura ficou atordoado, e Rikidozam, usando botas pesadas, chutou a sua cabeça e ele foi a nocaute.
Horas depois os gangsters amigos de Kimura se ofereceram para matar Rikidozan, com alguns voluntários, mas Oyama estava entre eles (ele tinha Kimura como mentor e bom amigo), mas ele recusou, disse que não havia necessidade de mortes desnecessárias.

Ele sabia que aquele caminho levaria Rikidozan a uma morte violenta, e dez anos depois Rikidozan foi assassinado por um Yakuza num bar com uma facada"

##### Catch wrestlingno MMA
Karl Gotch, lendário lutador e aluno da escola "Snake Pit" de Billy Riley, ensinou catch wrestling para lutadores profissionais japoneses no anos 70. Seus alunos famosos são Antonio Inoki, Tatsumi Fujinami, Hiro Matsuda, Osamu Kido, Satoru Sayama (o lendário Máscara de Tigre) e Yoshiaki Fujiwara.
Em 1976, um destes lutadores profissionais, Antonio Inoki, começou a apresentar uma série de disputas entre os campeões de vários estilos de luta. Isso resultou numa popularidade sem precedentes de disputas entre estilos de luta no Japão. Suas disputas mostravam golpes de catch wrestling como sleeper hold, cross arm breaker, seated armbar, indian deathlock e keylock.
Em 1984 no Japão, os alunos de Karl Gotch formaram a Federação Universal de Luta (Universal Wrestling Federation). O movimento da UWF foi liderado pelos lutadores de catch wrestling' e originou o "boom" da MMA (artes marciais mistas) no Japão. O catch wrestling forma a base dos estilos de luta japonês como o shoot wrestling (que incorpora movimentos realistas, como pegadas de submissão, chutes de kickboxing, entre outros).
São numerosos os lutadores profissionais que têm ligações como catch wrestling. Como o Kazushi Sakuraba, que treinou na escola Snake Pit, outros conhecidos são Masa Funaki e Ken Shamrock, ambos treinaram com Karl Gotch e Yoshiaki Fujiwara. Ainda há outros famosos com ligação ao estilo como Josh Barnett, Frank Shamrock, Kiyoshi Tamura e Erik Paulson. E a lista não para muitos pioneiros das MMA como Antonio Inoki, Gene LeBell e até Bruce Lee já estudaram catch wrestling.
Mitsuyo Maeda (Conde Koma) treinava muito catch wrestling. Maeda foi o professor original da lendária família Gracie, que futuramente desenvolveu o Jiu-jitsu brasileiro.

### Wrestling profissional
O wrestling profissional é geralmente qualquer forma de luta na qual os lutadores recebem dinheiro por participarem.
Historicamente, o wrestling profissional da América do Norte e da Europa envolve combates em que tudo o que se desenvolve durante ele é pré-determinado, e o termo wrestling profissional ou pro-wrestling evoluiu para referir-se quase exclusivamente aos combates pré-determinados, também conhecidos como "works". O wrestling profissional moderno inclui geralmente uso de objectos ilegais, como cadeiras, escadas, martelos, e outras técnicas, que são modeladas após junções de estilos como a luta global e o pugilismo.
O wrestling profissional moderno é uma arte de representação, onde os participantes criam um espectáculo de entretenimento simulando um combate desportivo. Por forma a realçar as diferenças entre o wrestling e o pro-wrestling, a WWE usou o termo sports entertainment (entretenimento desportivo).
O nível de realismo do wrestling profissional pode variar de moderado (a promoção norte-americana WWE) até altamente realista (o japonês strong style exemplificado por Antonio Inoki), passando pelo não realista (no México o estilo predominante é o teátrico lucha libre).